# Baszkföld (régió)

Baszkföld helyzete Nyugat-Európában

Baszkföld (baszk nyelven Euskal Herria), a baszk régió a spanyol és a francia állam között felosztva, a nyugati Pireneusok két oldalán található. Hét részből áll. Zazpiak bat (baszk nyelven), vagyis a hét országrész egységet képez, hirdetik a baszkok.
A baszkok ősei – a földrajzi nevek tanúsága szerint – évszázadokkal ezelőtt a jelenleginél jóval nagyobb területen éltek. A Santander, Burgos, Soria, Zaragoza, La Seu d’Urgell, valamint Toulouse és Bordeaux városát összekötő képzeletbeli körön belül laktak az 1.–2. század környékén. Az eredeti nyelvterület jelentős zsugorodása térképeken követhető.

## A hét rész
| Baszkföld | Zászló | Baszk név        | Spanyol név  | Francia név   | Ország        | NUTS 2               |
| Baszkföld |        | Araba            | Álava        |               | Spanyolország | Baszkföld            |
| Baszkföld |        | Bizkaia          | Vizcaya      |               | Spanyolország | Baszkföld            |
| Baszkföld |        | Gipuzkoa         | Guipúzcoa    |               | Spanyolország | Baszkföld            |
| Baszkföld |        | Nafarroa         | Navarra      |               | Spanyolország | Navarra              |
| Baszkföld |        | Lapurdi          | Labort       | Labourd       | Franciaország | Pyrénées-Atlantiques |
| Baszkföld |        | Zuberoa          | Sola         | Soule         | Franciaország | Pyrénées-Atlantiques |
| Baszkföld |        | Nafarroa Beherea | Baja Navarra | Basse-Navarre | Franciaország | Pyrénées-Atlantiques |

Spanyolországban a baszkok két iparilag fejlett autonóm területen, a Spanyolországi Baszk Autonómia (baszkul Euska Autonomia Erkidegoa) három tartományában, Araba, Bizkaia, Gipuzkoa (spanyolul Álava, Vizcaya, Guipúzcoa), valamint Navarrában (baszkul Nafarroa) élnek. A szomszédos Franciaországban, Pyrénées-Atlantiques megyében, Lapurdi, Alsó-Navarra (Nafarroa Beherea) és Zuberoa tartományban laknak baszkok. Franciaországban a Labourd, Soule és Basse-Navarre (spanyolul Baja Navarra) a területi egységek megnevezése.

## Természeti földrajza
A jelenlegi Baszkföld a Vizcayai-öböl délkeleti sarkának partvidékét, valamint a Kantábriai-hegység keleti és a Pireneusok nyugati végét foglalja magában. A két hegyvidék közötti átmeneti (szintén hegyes) terület a Baszk-hegység.

### Domborzata, vízrajza
A viszonylag meredeken lebukó hegylábak és a tölcsértorkolatok miatt a vizcayai partvidék riapart jellegű; az erősen tagolt partvonal sok természetes kikötőhelyet kínál.
A Kantábriai-hegység kelet–nyugati irányban húzódó gerinceit azokra merőlegesen, északnak tartó folyók törik át.

## Éghajlata
A terület túlnyomó részének éghajlata óceáni: mind az évi, mind a napi hőingás kicsi; a viszonylag sok csapadék évi eloszlása egyenletes. Ez az éghajlat a Pireneusok gerince felé haladva fokozatosan magashegyinek adja át a helyét. A Baszk-hegység éghajlata az óceáni és az Ebro völgyére jellemző kontinentális közötti, ugyancsak átmeneti jellegű.

## Közigazgatása
A spanyol–francia országhatár megállapítása (1512) óta Baszkföld nagyobb része Spanyolországhoz, kisebb része Franciaországhoz tartozik, de mindkét országban kaptak bizonyos kiváltságokat, amelyeket a spanyol részen a fuerosokban rögzítettek. A francia részen ezeket a kiváltságokat 1789-ben a francia forradalom vette el, a spanyol részen pedig 1834–1840, illetve 1873–1876 között felfüggesztették. A spanyol köztársaságban (1936–1939) a baszkok jelentős autonómiát kaptak (Euzkadi Köztársaság néven); ezt a Franco-diktatúrában elvesztették.
Az ezekkel szomszédos Navarrában és Baszkföld Franciaországhoz tartozó részén is jelentő baszk kisebbség él.
A franciaországi rész (Pays Basque) Pyrénées-Atlantique (baszkul: Pirinio-Atlantiarrak vagy Pirinio-Atlantikoak) megyéjének nyugati része a spanyol határ, a Vizcayai-öböl az Adour és a Gare de Pass folyók között. Ezen a részen nincsenek ásványkincsek, ipara fejletlen — a két húzóágazat a mezőgazdaság (állattenyésztés) és az idegenforgalom (fürdőturizmus). Leglátogatottabb városai Biarritz, Sain-Jean-de-Luz és Hendaye.

## Történelme

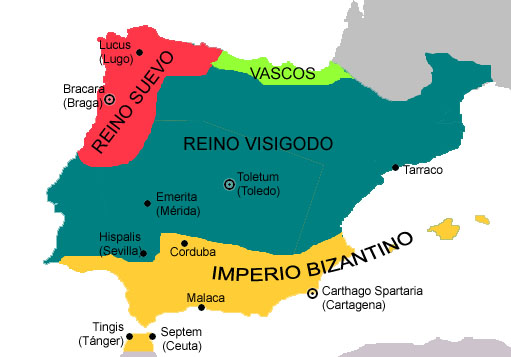
Hispánia 555–565 között

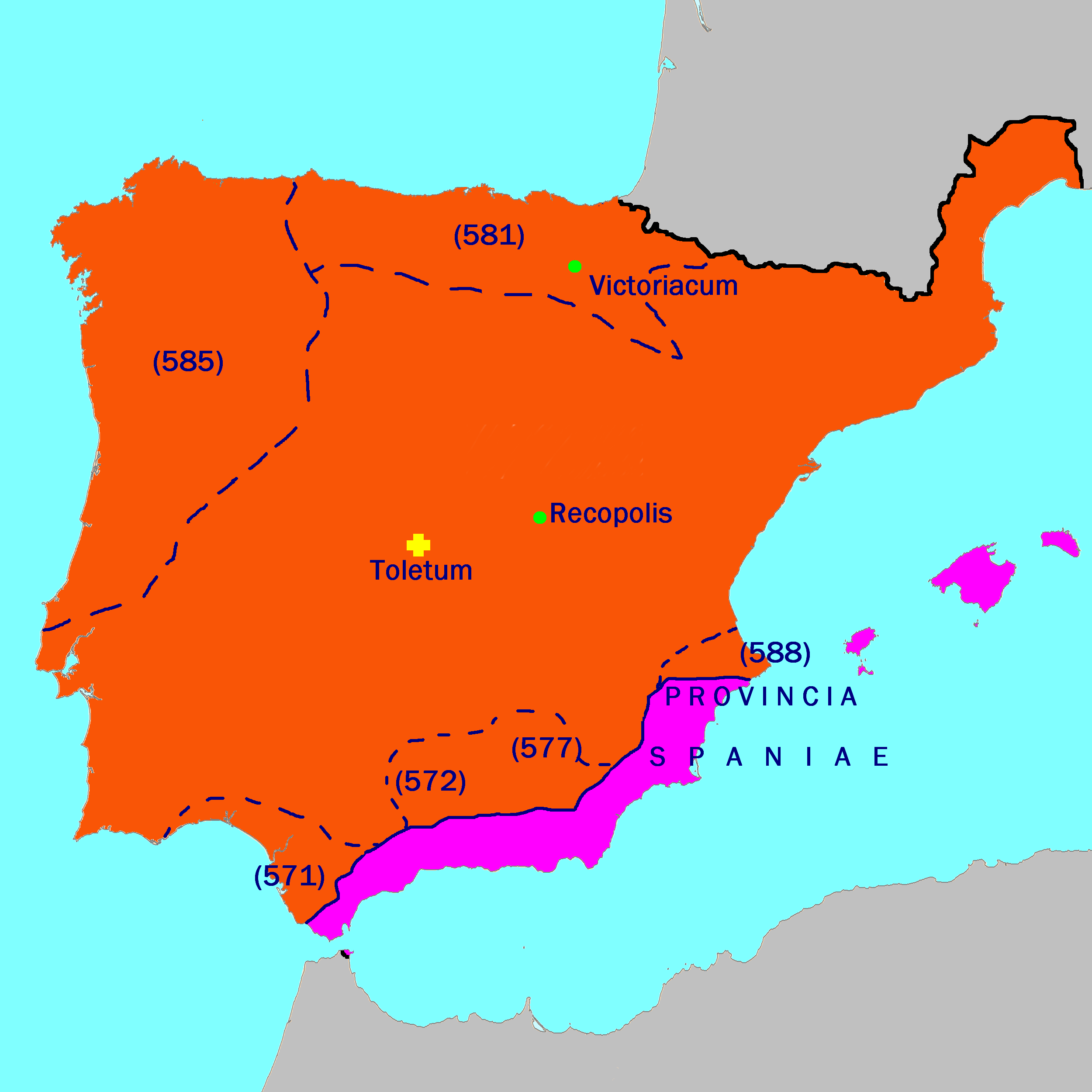
A Vizigót Királyság terjeszkedése 570 után

A baszk nép pontos eredete ismeretlen. Nyelvük egyetlen más, ismert nyelvvel sem rokon, és genetikailag is markánsan különböznek a többi európai néptől. Bár az általuk lakott terület határai többször is változtak, egyértelműen a baszkok Európa leghosszabb ideje egy helyben lakó népe — olyannyira, hogy a többségi álláspont szerint a baszkok a cro-magnoni emberek utolsó közvetlen leszármazottai. Kultúrájuk és legalább részleges függetlenségük fenntartását jelentősen elősegítette Baszkföld nagy részének hegyvidéki, részben magashegységi jellege.

### A római hódítás előtt
A baszkok meghódításával már a kelták is próbálkoztak, javarészt sikertelenül. A Hispánia jelentős részét elfoglaló karthágóiak nem kerültek velük konfliktusba.

### Róma peremvidékén (i. e. 3. század – i. sz. 5. század)
A hispániai baszkok egy ideig a római hódítóknak is sikerrel álltak ellen — az ezt követő évszázadok térképein a tőle nyugatra elterülő Kantábriával közösen, mint Kantábria és Baszkföld szerepel, szinte mindig függetlenül. A terület déli szegélyét az i.e. 3. században elfoglalták a rómaiak, de hagyományos törvénykezésüket és vezetőiket a baszkok végig megtartották. Baszkföld nagyobb része akkor is megőrizte függetlenségét, amikor a Quintus Sertorius rövid életű államát megdöntő Pompeius csaknem a teljes félszigetet meghódította, csak Augustusnak hódoltak meg. E hadjárat emlékét mindössze a baszk főváros, a Pompeiusról elnevezett Pamplona neve őrzi. A római uralom ellen egyszer sem keltek föl, és a 3.–5. század között fokozatosan keresztény hitre tértek át. Az 5. század elején, amikor a szvévek, alánok és vandálok meggyengítették a rómaiakat, Kantábria és Baszkföld ismét függetlenné vált.
A Pireneusoktól északra levő részt Publius Licinius Crassus sikeres hadjárata után i.e. 56-ban Julius Caesar az általa (az Atlanti-óceán, a Pireneusok és a Garonne folyó határolta háromszögben) létrehozott Gallia Aquitania provinciába olvasztotta.

### A vizigót–frank ütközőzónában (456–711)

A Vizigót Királyság 586–711 között

A vizigótok a 450-es évek második felében törtek be az Ibériai-félszigetre, és 472-re elfoglalták annak nagy részét, csak Kantábria és Baszkföld, valamint a Szvév Királyság maradt független. A 6. század végén a Római Birodalom meggyengülését kihasználó akvitániai baszkok törzsszövetségbe álltak össze a környék más, nem romanizált törzseivel a Pireneusok mindkét oldalán. 580 körül a Vizigót Királyság és a Frank Birodalom is több hadjáratot vezetett a baszkok ellen. Toledo erős kezű katonai parancsnoka kiszorította a baszkokat az Ebro felső folyásának jól termő földjeiről. Leovigild nyugati gót király egy sor hadjárat után 581-ben foglalta el Kantábriát és Baszkföld egy részét (nagyjából a mai Álavát), ahol megalapította Vitoria városát. Nagyjából 586-ra meghódította Pireneusoktól délre fekvő baszk területeket, de azokat pacifikálni később sem sikerült. A 7. században a lázongások mindvégig gyakoriak voltak. A fosztogató baszkok feltartóztatására ütközőállamnak szervezték meg területeiktől nyugatra a Kantábriai hercegséget.
Az addig békés baszkok jámbor pásztorokból és kereskedőkből hadviselő néppé váltak. A Pireneusoktól északra függetlenségüket őrző baszkok nemcsak saját területüket védték, de a gót történetírók rendszeresen be-betörő és minden mozdíthatót elorzó baszk „hordákról” számoltak be. 587-ben a baszkok nagy fosztogató hadjáratot vezettek Akvitániába (valószínűleg a Toulouse-tól nyugatra eső részeken. 581-ben, illetve 583-ban I. Chilperich frank király két hercegséget alapított Akvitániában, hogy gátat vessen a baszkok betöréseinek. A hercegségek élére hűbéreseit nevezte ki: az egyikbe Toulouse központtal Bladastest (Bladast néven is említik), a másikba Akvitániai Desideriust, és nagy sereggel a baszkok ellen küldte őket. A hercegek csúfos vereséget szenvedtek, miként 587-ben is, amikor — valószínűleg Toulouse-tól nyugatra — megpróbálták feltartóztatni a baszk ellencsapást (amit a frank történetírók fosztogató hadjáratként írnak le). Desideriusról tudjuk, hogy ebben az évben halt meg — lehet, hogy a harcokban.
II. Liuva nyugati gót király az 580-as évek elején elfoglalta Baszkföld déli részét, ahol egy bizonyos Francio a frankok szövetségese volt. A Frank Birodalom viszont egy nagy hadjárattal 602-ben meghódította az egész Baszkföldet (az északi és a déli részt is), és a meghódított területen létrehozta a Baszk Hercegséget, a vizigótok a Kantábriai hercegséget szervezték meg ütközőállamnak. 612-ben vagy kevéssel utána Sisebut nyugati gót király visszafoglalta a Pireneusokon túli (és pireneusi) baszk területeket, amivel a Baszk Hercegséget a jelenleg Franciaországhoz tartozó részekre szorította össze. Ez 660-ig önálló volt, majd perszonálunióra lépett Akvitániával.

### Andalusz peremterülete (711–824)
Az összeomló Vizigót Királyságot 711-től arab–berber csapatok hódították meg. Támadásukat csak Asztúriában tudta megakasztani egy keresztény sereg 717-ben az Auseba-hegyi csatában. A hadvezér, a gót származású Pelayo az általa uralt területen létrehozta az Asztúriai Királyságot, és azt 722-ben, a covadongai csatában sikeresen meg is védte. A baszkok lakta terület nyugati része így keresztény maradt, a keleti részt viszont elfoglalták a muszlim hódítók.
Abd ar-Rahmán ibn Muávija 756-tól fokozatosan uralma alá hajtotta az iszlám fennhatóság alatt álló területeket, amelyek északi határvidékén azonban kisebb emirátusok alakultak ki Gerona, Barcelona, illetve Huesca központtal. Cassius gróf, Bani Qasi taifa emírje elismerte őt hűbérurának, és ennek fejében megtarthatta félfüggetlen helyzetét, a három emír azonban Nagy Károly frank uralkodóhoz fordult segítségért. A frankok 778-ban átkeltek a Pireneusokon, ahol kifosztották Pamplona baszk fővárost, majd hosszú ostrom után elfoglalták Zaragozát. Utóbbi városban Károly ünnepélyesen elfogadta Szoloman ibn al-Arabi és Kasmin ibn juszuf emírek hűbéresküjét. Abd ar-Rahmán azonban ezután legyőzte a Nagy Károly hadait, a visszavonuló frank sereg utóvédét pedig a baszkok semmisítették meg az első roncesvallesi csatában.
795-ben Nagy Károly a Pireneusok keleti részén őrgrófságot alapított, majd fia, Jámbor Lajos 801–811 között végre eredményes hadjáratot vezetett Abd ar-Rahmán ellen, elfoglalva egyebek közt Barcelonát, Tortosát és Baszkföld keleti részét. Ez a terület a 795-ben alapított őrgrófság részeként korlátozott autonómiát kapott. A frank–baszk viszony mindvégig feszült maradt, így például 799-ben frank ügynökök meggyilkolták  Mutarrif ibn Múszát, Múszá ibn Múszá ibn Qasi emír öccsét, Pamplona kormányzóját. A kormányzó arab neve is jelzi, hogy a baszkok rendszeresen összefogtak a tőlük délre létrejött Banu Qasi taifával a környező nagyobb hatalmak túlereje ellen.
816-ban I. Séguin baszk herceg felkelést robbantott ki a frankok ellen, de azt gyorsan leverték. Ezután Iñigo Arista gróf saját birtokaihoz csatolta Baszkföldet, legalábbis annak déli részét. Hűbéresévé tette Aragóniát, majd 824-ben ő vezette a frankok elleni sikeres szabadságharcot. A harmadik roncesvalles-i csatában Pamplona, Aragónia és Banu Qasi hadait összefogva megsemmisítő vereséget mért a frankokra, majd megalapította a Pamplonai Királyságot. Aragónia grófja a királyság megalakulásától 1035-ig a pamplonai király hűbérese volt.

### A Pamplonai Királyság (824–1094)
A 840 körül kezdődtek a vikingek fosztogató rajtaütései; ezek a következő két évszázadban rendszeressé váltak. Pamplonától délre megerősödött és III. Abd ar-Rahmán alatt kalifátussá alakult a Córdobai Emirátus, amely több rablóhadjárattal fosztogatta az északi keresztény királyságokat, így Pamplonát is, amelynek viszont sikerült néhány kisebb, baszkok lakta területet megszereznie nyugati szomszédjától, Asztúriától, illetve Leóntól.
A pusztító mór támadások megfékezésére II. Sancho király több katonai kudarc után végül lányát, Abda la Vasconát feleségül adta Almanzorhoz a híres mór hadvezérhez. A Pamplonai Királyság legjelentősebb uralkodója, Nagy Sancho Almanzor legyőzése után uralma alatt egyesítette a Pamplonától nyugatra fekvő keresztény területeket egészen az Atlanti-óceánig, bár a Leóni Királyságot nem tartotta meg. Végrendeletében birodalmát négy részre osztotta, és mindegyik fia egy-egy rész királya lett: ekkor emelte grófságból királysággá Kasztíliát és Aragóniát. Az immár Aragónia nélküli Pamplonát Sancho legidősebb fia, V. García kapta meg.A testvérek összefogva legyőzték a Kantábriai-ház utolsó uralkodóját, III. Bermudo leóni királyt, akinek trónjára V. García öccse, I. (Nagy) Ferdinánd ült fel. A Pamplonai királyság számára ez tragikusnak bizonyult, mert Sancho fiai hamarosan összevesztek, és a testvérháború végén a kasztíliai–leóni hadak 1054. szeptember 1-én az atapuercai csatában döntő vereséget mértek Pamplonára (maga V. García is elesett). Nagy Sancho leszármazottainak állandósuló konfliktusai és a királyságot sújtó testvérgyilkosságig fajuló belviszályok miatt a Pamplonai Királyság 1094-ben elveszítette függetlenségét: La Rioja tartomány Kasztíliához került, a többi rész pedig Aragóniához. A két országrész csak azután vált újra külön, hogy I. (Harcos) Alfonz aragóniai király elesett a mórok ellen 1134. szeptember 7-én vívott fragai csatában. Ekkor az egykori Pamplona maradék területei elszakadtak Aragóniától, és azokon VI. (Újjáépítő) García immár Navarrai Királyság néven szervezett államot.

### A Navarrai Királyság (1134–1572)
A nagy szomszédok (Kasztília és Aragónia) közé szorult Navarra soha nem nyerte vissza korábbi jelentőségét.
A déli tartományokat fokozatosan elfoglalta Kasztília:
- 1199-ben Arabát és Gipuzkoát,
- 1379-ben Bizkaiát,
- 1512-ben a megmaradt részeket.

A Pireneusoktól északra elterülő Alsó-Navarra kivételével, amit gyakorlatilag 1572-ben, formálisan 1620-ban kebelezett be Franciaország. Ezzel végleg megszűnt Baszkföld függetlensége, bár az egyes országrészek több-kevesebb törvényhozási, gazdasági, sőt, katonai autonómiát megőriztek: Spanyolországban a Juntas Generales Franciaországban a Régimen Foral nevű szervekkel Bizkaia, Gipuzkoa, Araba és Navarre tartományokban.
A spanyolországi részen (País Vasco) 1979. október 25-én hozták létre a három történelmi baszk tartományból összevont autonóm területet.

## Fordítás
- Ez a szócikk részben vagy egészben  a   Gallia Aquitania című angol Wikipédia-szócikk ezen változatának fordításán alapul.  Az eredeti cikk szerkesztőit annak laptörténete sorolja fel. Ez a jelzés csupán a megfogalmazás eredetét és a szerzői jogokat jelzi, nem szolgál a cikkben szereplő információk forrásmegjelöléseként.
- Ez a szócikk részben vagy egészben  a   Duchy of Gascony című angol Wikipédia-szócikk ezen változatának fordításán alapul.  Az eredeti cikk szerkesztőit annak laptörténete sorolja fel. Ez a jelzés csupán a megfogalmazás eredetét és a szerzői jogokat jelzi, nem szolgál a cikkben szereplő információk forrásmegjelöléseként.